# Dolores (San Esteban - Córdoba)
El paraje de Dolores o Dolores de Punilla es un vecindario turístico perteneciente al municipio de San Esteban (Córdoba), que conserva una arquitectura y trazado de calles antiguo. Albergó a renombradas figuras políticas y culturales a principio del siglo XX y, hoy en día, es visitado por su belleza y el famoso árbol algarrobo histórico.
Se ubica a unos 6 kilómetros al sur de Capilla del Monte y a 2 al norte del centro de San Esteban. 

## Molino Hércules y Controversia del Molino Eiffel
En el paraje de Dolores se puede hallar un molino atribuido a Eiffel. 
"La estructura del molino, de 35 metros de alto, está formada por tres niveles: el superior donde estaba la rueda con aspas, el del medio con un tanque de agua pequeño, y el de abajo con un tanque de mayor tamaño. Esos tres sectores se encuentran delicadamente circundados por una barandilla decorativa y conectados por una escalera caracol enroscada alrededor de su eje."
Una versión muy difundida dice que fue diseñado y construido por el francés Gustave Eiffel, el mismo hombre que diseñara la famosa torre de París. Cuenta esta versión, sin exponer documentación fidedigna, que el molino fue transportado en barco hasta Buenos Aires y luego en carros tirados por bueyes hasta su lugar actual. En 1907 comenzó a funcionar, proveyendo de agua al lugar, y como sitio de descanso de la familia Olmos, propietaria del lugar.
Sin embargo, en el 23 de enero de 2013, Jorge Tartarini pública en el matutino Página 12 su investigación refutando completamente la versión del "molino de Eiffel", demostrando que es de producción nacional.  Su marca es Hércules siendo la firma productora la del ingeniero J. A. Saglio de la ciudad de Buenos Aires.De esta manera se cierra la controversia.
El molino adquirido por Adelia Harilaos de Olmos, viuda del gobernador de la provincia Ambrosio Olmos, en la Feria Rural de Buenos Aires, presumiblemente en 1918. Fue construido totalmente en hierro con perfiles, tensores, remaches, chapas rígidas, ornamentos, depósitos de hierro galvanizado, cresterías de zinc y demás elementos metálicos de montaje en seco. La estructura de hierro, posee una base de forma octogonal, partiendo de cada uno de los vértices del octágono, se desprenden parantes de perfiles de hierro doble “T” N.º 24. Cuenta con dos depósitos de agua, uno para servicio de riego y otro para servicio de agua corriente, con una escalera de caracol que da acceso a la primera plataforma y balcón del gran depósito inferior y sucesivamente a la plataforma del depósito cilíndrico superior. La escalera de caracol de ciento veinticuatro peldaños de hierro fundido, de montaje telescópico, ubicada en el centro del octágono, además de facilitar el acceso a los miradores atravesando los tanques, lleva en su interior las piezas de la maquinaria que vincula la rueda con la maquinaria del pozo inferior.
Estuvo inoperable y en mal estado de conservación por muchos años. En 2023 fue reparado manteniendo la mayoría de sus piezas originales. Una parte de la estructura está conectada a la red, que funciona con bomba eléctrica, quedando el tanque octogonal inferior como cisterna y provee de agua a una parte de los vecinos de Dolores.
Con el nombre de Torre Molino Hércules fue declarado Bien de Interés Histórico por decreto 1971/14 del 28 de octubre de 2014.

## Capilla Nuestra Señora De Los Dolores
La construcción fue comenzada en 1750 por los esposos José Félix De Burgos y María de Olmos y Guevara. Luego del fallecimiento de ambos, la finalización quedó a cargo de sus hijos José Fabián y el Fray Manuel Burgos, quienes la culminaron en 1786.
La capilla es un edificio pequeño, de paredes de adobe y líneas aquitectónicas simples. Conserva sus rústicos bancos, su puerta de algarrobo, su púlpito y sus campanas, y la imagen de la virgen que se trata de una talla de madera de 1,30 m, de altura con manos y rostro de yeso y cuyo manto fue bordado alrededor del año 1.850

## Casa Flor de Durazno
La casa, fue la que cobijó durante algún tiempo a Gustavo Martínez Zuviría, más conocido como Hugo Wast. El escritor en este lugar se inspiró y creó el exitoso libro Flor De Durazno. Hacia 1917, el lugar fue visitado por el mismísimo Carlos Gardel quien arribó con el fin de protagonizar una película basada en la historia de Hugo Wast.
El solar se encuentra frente a la iglesia del pueblo. La casa es de color rosado, está construido en estilo colonial y posee galerías en arcadas. Su aspecto general es sobrio pero elegante.

## Casa San Sebastián
Construida en el año 1940, es una donación con cargo de doña Adelía María Harilaos de Olmos a la Sociedad de Beneficencia de la Nación para internado de niñas humildes.